# 1. Fußball-Club Nürnberg Verein für Leibesübungen 1962-1963
Questa voce raccoglie le informazioni riguardanti il 1. Fußball-Club Nürnberg Verein für Leibesübungen nelle competizioni ufficiali della stagione 1962-1963.

## Stagione
Nella stagione 1962-1963 il Norimberga, allenato da Herbert Widmayer, concluse il campionato di Oberliga sud al 2º posto. Nella fase finale del campionato tedesco il Norimberga fu eliminato nella fase a gironi. In Coppa di Germania il Norimberga fu eliminato agli ottavi di finale dal Borussia Neunkirchen. In Coppa delle Coppe il Norimberga fu eliminato in semifinale dall'Atlético Madrid. Fu ammesso alla Bundesliga 1963-1964.

## Rosa
| N. |                     | Ruolo | Calciatore         |
| -- | ------------------- | ----- | ------------------ |
|    | Germania (bandiera) | P     | Friedemann Paulick |
|    | Germania (bandiera) | P     | Adolf Ruff         |
|    | Germania (bandiera) | P     | Gerhard Strick     |
|    | Germania (bandiera) | P     | Roland Wabra       |
|    | Germania (bandiera) | D     | Paul Derbfuß       |
|    | Germania (bandiera) | D     | Reinhold Gettinger |
|    | Germania (bandiera) | D     | Helmut Hilpert     |
|    | Germania (bandiera) | D     | Heinz Kreißel      |
|    | Germania (bandiera) | D     | Horst Leupold      |
|    | Germania (bandiera) | D     | Fritz Popp         |
|    | Germania (bandiera) | D     | Ferdinand Wenauer  |
|    | Germania (bandiera) | C     | Jürgen Billmann    |
|    | Germania (bandiera) | C     | Peter Engler       |
|    | Germania (bandiera) | C     | Karl-Heinz Ferschl |

| N. |                     | Ruolo | Calciatore          |
| -- | ------------------- | ----- | ------------------- |
|    | Germania (bandiera) | C     | Gerhard Prudlo      |
|    | Germania (bandiera) | C     | Stefan Reisch       |
|    | Germania (bandiera) | C     | Leo Rost            |
|    | Germania (bandiera) | C     | Tasso Wild          |
|    | Germania (bandiera) | A     | Richard Albrecht    |
|    | Germania (bandiera) | A     | Kurt Dachlauer      |
|    | Germania (bandiera) | A     | Gustav Flachenecker |
|    | Germania (bandiera) | A     | Kurt Haseneder      |
|    | Germania (bandiera) | A     | Max Morlock         |
|    | Germania (bandiera) | A     | Heinrich Müller     |
|    | Germania (bandiera) | A     | Günther Rubenbauer  |
|    | Germania (bandiera) | A     | Heinz Strehl        |
|    | Germania (bandiera) | A     | Josef Zenger        |

## Organigramma societario
Area tecnica
- Allenatore: Herbert Widmayer
- Allenatore in seconda:
- Preparatore dei portieri:
- Preparatori atletici:
- Analisi video:

## Calciomercato

### Sessione estiva
| Acquisti | Acquisti           | Acquisti         | Acquisti |
| R.       | Nome               | da               | Modalità |
| -------- | ------------------ | ---------------- | -------- |
| C        | Jürgen Billmann    | Norimberga II    |          |
| C        | Peter Engler       | Tasmania Berlino |          |
| D        | Fritz Popp         | Norimberga II    |          |
| A        | Günther Rubenbauer | Greuther Fürth   |          |

| Cessioni | Cessioni | Cessioni | Cessioni |
| R.       | Nome     | a        | Modalità |
| -------- | -------- | -------- | -------- |

## Risultati

### Oberliga sud

#### Girone di andata
| Arbitro: | Freimuth |

|                         |           |                          |
| Marx 23’, 85’ Thimm 64’ | Marcatori | 37’ Strehl 90’ Haseneder |

| Arbitro: | Vogel |

|                                                                      |           |           |
| Haseneder 6’, 87’ Flachenecker 9’ (rig.), 11’ Dachlauer 26’ Wild 65’ | Marcatori | 37’ Kraus |

| Arbitro: | Jacobi |

|  |           |                                                                                      |
|  | Marcatori | 4’, 40’, 73’ Strehl 19’, 35’ Haseneder 34’, 79’ Flachenecker 56’ Albrecht 67’ Reisch |

| Arbitro: | Rodenhausen |

|                                                                          |           |             |
| Wild 2’, 24’, 36’, 83’ Haseneder 14’, 42’, 55’ Kreißel 69’ Dachlauer 75’ | Marcatori | 70’ Steinle |

| Arbitro: | Alt |

|                       |           |                         |
| Wanner 85’ Höller 88’ | Marcatori | 40’ Albrecht 70’ Strehl |

| Arbitro: | Kreitlein |

|                                                                            |           |                   |
| Haseneder 6’ Reisch 10’ Flachenecker 38’ (rig.) Gettinger 56’ Albrecht 75’ | Marcatori | 28’ (rig.) Schmid |

| Arbitro: | Schreiner |

|               |           |  |
| Wild 36’, 66’ | Marcatori |  |

| Arbitro: | Hubbuch |

|                         |           |                                  |
| Peschen 10’ Metzger 13’ | Marcatori | 16’ Strehl 74’ Wild 77’ Albrecht |

| Arbitro: | Tschenscher |

|                                        |           |             |
| Haseneder 19’, 48’ Strehl 28’ Wild 44’ | Marcatori | 69’ Bertram |

| Arbitro: | Jacobi |

|                                        |           |                              |
| Schämer 39’ Stinka 55’ Horn 60’ (rig.) | Marcatori | 16’, 34’ Albrecht 75’ Strehl |

| Arbitro: | Sparing |

|                                                |           |  |
| Flachenecker 8’ (rig.) Albrecht 61’ Strehl 78’ | Marcatori |  |

| Arbitro: | Reil |

|                    |           |  |
| Ohlhauser 28’, 58’ | Marcatori |  |

| Arbitro: | Handwerker |

|             |           |               |
| Lindner 63’ | Marcatori | 34’ Haseneder |

| Arbitro: | Treiber |

|               |           |  |
| Haseneder 44’ | Marcatori |  |

| Arbitro: | Ommerborn |

|  |           |            |
|  | Marcatori | 12’ Strehl |

#### Girone di ritorno
| Arbitro: | Schmid |

|                                |           |                  |
| Haseneder 49’ Flachenecker 65’ | Marcatori | 3’ Wild 46’ Marx |

| Arbitro: | Jacobi |

|          |           |                                   |
| Gast 58’ | Marcatori | 23’ Strehl 36’ Wild 48’ Haseneder |

| Arbitro: | Eisemann |

|  |           |         |
|  | Marcatori | 31’ Alt |

| Arbitro: | Reil |

|             |           |               |
| Fröhlich 6’ | Marcatori | 48’ Haseneder |

| Arbitro: | Alt |

|                           |           |                                         |
| Haseneder 87’, 88’ (rig.) | Marcatori | 14’ Reiner 30’ (rig.) Höller 51’ Wanner |

| Arbitro: | Tschenscher |

|                                           |           |                                                        |
| Schmidt 43’ (rig.) Fürther 74’ Müller 76’ | Marcatori | 40’, 75’ Dachlauer 53’, 54’ Haseneder 68’ Flachenecker |

| Arbitro: | Sparing |

|                      |           |               |
| Siebert 4’ Ruoff 13’ | Marcatori | 59’ Haseneder |

| Arbitro: | Jäger |

|                             |           |                         |
| Haseneder 14’, 23’ Wild 43’ | Marcatori | 55’ Metzger 58’ Lechner |

| Arbitro: | Hubbuch |

|  |           |                        |
|  | Marcatori | 42’ Haseneder 77’ Wild |

| Arbitro: | Handwerker |

|                      |           |                                        |
| Haseneder 54’ (rig.) | Marcatori | 4’ Schämer 45’ (aut.) Hilpert 67’ Solz |

| Arbitro: | Rodenhausen |

|          |           |  |
| Bast 47’ | Marcatori |  |

| Arbitro: | Fischer |

|                             |           |                              |
| Morlock 13’, 85’ Strehl 62’ | Marcatori | 65’ Brenninger 67’ Ohlhauser |

| Arbitro: | Wengenmayer |

|                               |           |  |
| Strehl 34’, 72’, 85’ Wild 53’ | Marcatori |  |

| Arbitro: | Tschenscher |

|                           |           |                                                            |
| Brunnenmeier 47’ Heiß 56’ | Marcatori | 48’ Reisch 63’ (aut.) Steiner 85’ (rig.), 87’ Flachenecker |

| Arbitro: | Ott |

|                                                                |           |                  |
| Reisch 24’ Flachenecker 37’ (rig.) Engler 65’ Morlock 74’, 78’ | Marcatori | 49’ Schweighöfer |

### Campionato tedesco
| Arbitro: | Hense |

|                        |           |                   |
| Reisch 17’, 51’ (rig.) | Marcatori | 37’ (rig.) Schütz |

| Arbitro: | Ott |

|                           |           |                                     |
| Reisch 9’ Strehl 36’, 45’ | Marcatori | 4’ Sturm 14’ Hemmersbach 14’ Hornig |

| Arbitro: | Fritz |

|  |           |                          |
|  | Marcatori | 32’ Dachlauer 79’ Strehl |

| Arbitro: | Schulenburg |

|                               |           |                       |
| Reitgassl 47’ Settelmeyer 49’ | Marcatori | 66’, 77’ Flachenecker |

| Arbitro: | Thier |

|                                                    |           |            |
| Wild 59’, 65’ Morlock 67’ Dachlauer 83’ Reisch 90’ | Marcatori | 17’ Pulter |

| Arbitro: | Deuschel |

|                                              |           |  |
| Morlock 20’, 57’ Wild 45’ Haseneder 55’, 65’ | Marcatori |  |

| Arbitro: | Schulenburg |

|                                                             |           |               |
| Müller 5’ Schäfer 8’ Thielen 14’, 43’, 77’ Sturm 40’ (rig.) | Marcatori | 63’, 86’ Wild |

### Coppa di Germania
| Arbitro: | Niemeyer |

|             |           |                      |
| Morlock 41’ | Marcatori | 2’ Berg 32’ Pidancet |

### Coppa delle Coppe
| Saint-Étienne 18 ottobre 1962 Secondo turno | Saint-Étienne | 0 – 0 referto | Norimberga | Stadio Geoffroy Guichard (20 561 spett.)\| Arbitro: \| Izco \| |
| Arbitro:                                    | Izco          |               |            |                                                                |

| Arbitro: | Galba |

|                                   |           |  |
| Strehl 27’ Wild 63’ Haseneder 73’ | Marcatori |  |

| Arbitro: | Taylor |

|  |           |                         |
|  | Marcatori | 60’ (rig.) Flachenecker |

| Arbitro: | Wlachojanis |

|                                                                         |           |  |
| Morlock 34’, 40’ Dachlauer 38’ Wild 64’ Engler 84’ (rig.) Haseneder 89’ | Marcatori |  |

| Arbitro: | Kingston |

|               |           |           |
| Wild 31’, 70’ | Marcatori | 24’ Jones |

| Arbitro: | Huber |

|                        |           |  |
| Chuzo 45’ Mendonça 54’ | Marcatori |  |

## Statistiche

### Statistiche di squadra
| Competizione       | Punti | In casa | In casa | In casa | In casa | In casa | In casa | In trasferta | In trasferta | In trasferta | In trasferta | In trasferta | In trasferta | Totale | Totale | Totale | Totale | Totale | Totale | DR  |
| Competizione       | Punti | G       | V       | N       | P       | Gf      | Gs      | G            | V            | N            | P            | Gf           | Gs           | G      | V      | N      | P      | Gf     | Gs     | DR  |
| ------------------ | ----- | ------- | ------- | ------- | ------- | ------- | ------- | ------------ | ------------ | ------------ | ------------ | ------------ | ------------ | ------ | ------ | ------ | ------ | ------ | ------ | --- |
| Oberliga sud       | 41    | 15      | 11      | 1       | 3       | 50      | 18      | 15           | 7            | 4            | 4            | 37           | 23           | 30     | 18     | 5      | 7      | 87     | 41     | +46 |
| Campionato tedesco | -     | 4       | 3       | 1       | 0       | 15      | 5       | 3            | 1            | 1            | 1            | 6            | 8            | 7      | 4      | 2      | 1      | 21     | 13     | +8  |
| Coppa delle Coppe  | -     | 3       | 3       | 0       | 0       | 11      | 1       | 3            | 1            | 1            | 1            | 1            | 2            | 6      | 4      | 1      | 1      | 12     | 3      | +9  |
| Totale             | 41    | 22      | 17      | 2       | 3       | 76      | 24      | 21           | 9            | 6            | 6            | 44           | 33           | 43     | 26     | 8      | 9      | 120    | 57     | +63 |

### Andamento in campionato
| Giornata  | 1  | 2 | 3 | 4 | 5 | 6 | 7 | 8 | 9 | 10 | 11 | 12 | 13 | 14 | 15 | 16 | 17 | 18 | 19 | 20 | 21 | 22 | 23 | 24 | 25 | 26 | 27 | 28 | 29 | 30 |
| --------- | -- | - | - | - | - | - | - | - | - | -- | -- | -- | -- | -- | -- | -- | -- | -- | -- | -- | -- | -- | -- | -- | -- | -- | -- | -- | -- | -- |
| Luogo     | T  | C | T | C | T | C | C | T | C | T  | C  | T  | T  | C  | T  | C  | T  | C  | T  | C  | T  | T  | C  | T  | C  | T  | C  | C  | T  | C  |
| Risultato | P  | V | V | V | N | V | V | V | V | N  | V  | P  | N  | V  | V  | N  | V  | P  | N  | P  | V  | P  | V  | V  | P  | P  | V  | V  | V  | V  |
| Posizione | 10 | 4 | 3 | 2 | 3 | 2 | 1 | 1 | 1 | 1  | 1  | 1  | 2  | 1  | 1  | 1  | 1  | 1  | 1  | 3  | 2  | 3  | 3  | 2  | 3  | 3  | 3  | 3  | 2  | 2  |

Legenda:

Luogo: C = Casa; T = Trasferta. Risultato: V = Vittoria; N = Pareggio; P = Sconfitta.

### Statistiche dei giocatori
| Giocatore       | Campionato tedesco | Campionato tedesco | Campionato tedesco | Campionato tedesco | Oberliga sud | Oberliga sud | Oberliga sud | Oberliga sud | Coppa di Germania | Coppa di Germania | Coppa di Germania | Coppa di Germania | Coppa delle coppe | Coppa delle coppe | Coppa delle coppe | Coppa delle coppe | Totale   | Totale | Totale      | Totale     |
| Giocatore       | Presenze           | Reti               | Ammonizioni        | Espulsioni         | Presenze     | Reti         | Ammonizioni  | Espulsioni   | Presenze          | Reti              | Ammonizioni       | Espulsioni        | Presenze          | Reti              | Ammonizioni       | Espulsioni        | Presenze | Reti   | Ammonizioni | Espulsioni |
| --------------- | ------------------ | ------------------ | ------------------ | ------------------ | ------------ | ------------ | ------------ | ------------ | ----------------- | ----------------- | ----------------- | ----------------- | ----------------- | ----------------- | ----------------- | ----------------- | -------- | ------ | ----------- | ---------- |
| R. Albrecht     | 0                  | 0                  | 0                  | 0                  | 22           | 7            | 0            | 0            | 0                 | 0                 | 0                 | 0                 | 2                 | 0                 | 0                 | 0                 | 24       | 7      | 0           | 0          |
| J. Billmann     | 0                  | 0                  | 0                  | 0                  | 0            | 0            | 0            | 0            | 0                 | 0                 | 0                 | 0                 | 0                 | 0                 | 0                 | 0                 | 0        | 0      | 0           | 0          |
| K. Dachlauer    | 6                  | 2                  | 0                  | 0                  | 28           | 4            | 0            | 0            | 1                 | 0                 | 0                 | 0                 | 4                 | 1                 | 0                 | 0                 | 39       | 7      | 0           | 0          |
| P. Derbfuß      | 0                  | 0                  | 0                  | 0                  | 7            | 0            | 0            | 0            | 0                 | 0                 | 0                 | 0                 | 1                 | 0                 | 0                 | 0                 | 8        | 0      | 0           | 0          |
| P. Engler       | 3                  | 0                  | 0                  | 0                  | 11           | 1            | 0            | 0            | 0                 | 0                 | 0                 | 0                 | 5                 | 1                 | 0                 | 0                 | 19       | 2      | 0           | 0          |
| K. Ferschl      | 0                  | 0                  | 0                  | 0                  | 5            | 0            | 0            | 0            | 0                 | 0                 | 0                 | 0                 | 0                 | 0                 | 0                 | 0                 | 5        | 0      | 0           | 0          |
| G. Flachenecker | 7                  | 2                  | 0                  | 0                  | 18           | 11           | 0            | 0            | 0                 | 0                 | 0                 | 0                 | 6                 | 1                 | 0                 | 0                 | 31       | 14     | 0           | 0          |
| W. Fladerer     | 0                  | 0                  | 0                  | 0                  | 0            | 0            | 0            | 0            | 1                 | 0                 | 0                 | 0                 | 0                 | 0                 | 0                 | 0                 | 1        | 0      | 0           | 0          |
| R. Gettinger    | 4                  | 0                  | 0                  | 0                  | 15           | 1            | 0            | 0            | 0                 | 0                 | 0                 | 0                 | 1                 | 0                 | 0                 | 0                 | 20       | 1      | 0           | 0          |
| K. Haseneder    | 2                  | 2                  | 0                  | 0                  | 23           | 25           | 0            | 0            | 0                 | 0                 | 0                 | 0                 | 3                 | 2                 | 0                 | 1                 | 28       | 29     | 0           | 1          |
| H. Hilpert      | 7                  | 0                  | 0                  | 0                  | 26           | 0            | 0            | 0            | 1                 | 0                 | 0                 | 0                 | 6                 | 0                 | 0                 | 0                 | 40       | 0      | 0           | 0          |
| H. Kreißel      | 0                  | 0                  | 0                  | 0                  | 1            | 1            | 0            | 0            | 0                 | 0                 | 0                 | 0                 | 0                 | 0                 | 0                 | 0                 | 1        | 1      | 0           | 0          |
| H. Leupold      | 7                  | 0                  | 0                  | 0                  | 23           | 0            | 0            | 0            | 1                 | 0                 | 0                 | 0                 | 5                 | 0                 | 0                 | 0                 | 36       | 0      | 0           | 0          |
| H. Marchl       | 0                  | 0                  | 0                  | 0                  | 0            | 0            | 0            | 0            | 1                 | 0                 | 0                 | 0                 | 0                 | 0                 | 0                 | 0                 | 1        | 0      | 0           | 0          |
| M. Morlock      | 7                  | 3                  | 0                  | 0                  | 4            | 4            | 0            | 0            | 1                 | 1                 | 0                 | 0                 | 4                 | 2                 | 0                 | 0                 | 16       | 10     | 0           | 0          |
| H. Müller       | 0                  | 0                  | 0                  | 0                  | 1            | 0            | 0            | 0            | 0                 | 0                 | 0                 | 0                 | 0                 | 0                 | 0                 | 0                 | 1        | 0      | 0           | 0          |
| F. Paulick      | 0                  | 0                  | 0                  | 0                  | 0            | 0            | 0            | 0            | 0                 | 0                 | 0                 | 0                 | 0                 | 0                 | 0                 | 0                 | 0        | 0      | 0           | 0          |
| F. Popp         | 0                  | 0                  | 0                  | 0                  | 1            | 0            | 0            | 0            | 0                 | 0                 | 0                 | 0                 | 0                 | 0                 | 0                 | 0                 | 1        | 0      | 0           | 0          |
| G. Prudlo       | 0                  | 0                  | 0                  | 0                  | 1            | 0            | 0            | 0            | 0                 | 0                 | 0                 | 0                 | 0                 | 0                 | 0                 | 0                 | 1        | 0      | 0           | 0          |
| S. Reisch       | 7                  | 4                  | 0                  | 0                  | 29           | 4            | 0            | 0            | 1                 | 0                 | 0                 | 0                 | 6                 | 0                 | 0                 | 0                 | 43       | 8      | 0           | 0          |
| L. Rost         | 0                  | 0                  | 0                  | 0                  | 0            | 0            | 0            | 0            | 0                 | 0                 | 0                 | 0                 | 0                 | 0                 | 0                 | 0                 | 0        | 0      | 0           | 0          |
| G. Rubenbauer   | 0                  | 0                  | 0                  | 0                  | 0            | 0            | 0            | 0            | 0                 | 0                 | 0                 | 0                 | 0                 | 0                 | 0                 | 0                 | 0        | 0      | 0           | 0          |
| A. Ruff         | 0                  | 0                  | 0                  | 0                  | 0            | 0            | 0            | 0            | 0                 | 0                 | 0                 | 0                 | 0                 | 0                 | 0                 | 0                 | 0        | 0      | 0           | 0          |
| K. Schmidt      | 0                  | 0                  | 0                  | 0                  | 0            | 0            | 0            | 0            | 1                 | 0                 | 0                 | 0                 | 0                 | 0                 | 0                 | 0                 | 1        | 0      | 0           | 0          |
| H. Strehl       | 7                  | 3                  | 0                  | 0                  | 29           | 15           | 0            | 0            | 1                 | 0                 | 0                 | 0                 | 5                 | 1                 | 0                 | 0                 | 42       | 19     | 0           | 0          |
| G. Strick       | 0                  | 0                  | 0                  | 0                  | 6            | 0            | 0            | 0            | 0                 | 0                 | 0                 | 0                 | 0                 | 0                 | 0                 | 0                 | 6        | 0      | 0           | 0          |
| R. Wabra        | 7                  | 0                  | 0                  | 0                  | 24           | 0            | 0            | 0            | 1                 | 0                 | 0                 | 0                 | 6                 | 0                 | 0                 | 0                 | 38       | 0      | 0           | 0          |
| F. Wenauer      | 7                  | 0                  | 0                  | 0                  | 29           | 0            | 0            | 0            | 1                 | 0                 | 0                 | 0                 | 6                 | 0                 | 0                 | 0                 | 43       | 0      | 0           | 0          |
| T. Wild         | 6                  | 5                  | 0                  | 0                  | 27           | 13           | 0            | 0            | 0                 | 0                 | 0                 | 0                 | 6                 | 4                 | 0                 | 0                 | 39       | 22     | 0           | 0          |
| J. Zenger       | 0                  | 0                  | 0                  | 0                  | 0            | 0            | 0            | 0            | 0                 | 0                 | 0                 | 0                 | 0                 | 0                 | 0                 | 0                 | 0        | 0      | 0           | 0          |
| P. von Kummant  | 0                  | 0                  | 0                  | 0                  | 0            | 0            | 0            | 0            | 0                 | 0                 | 0                 | 0                 | 0                 | 0                 | 0                 | 0                 | 0        | 0      | 0           | 0          |